# Банан (аттракцион)

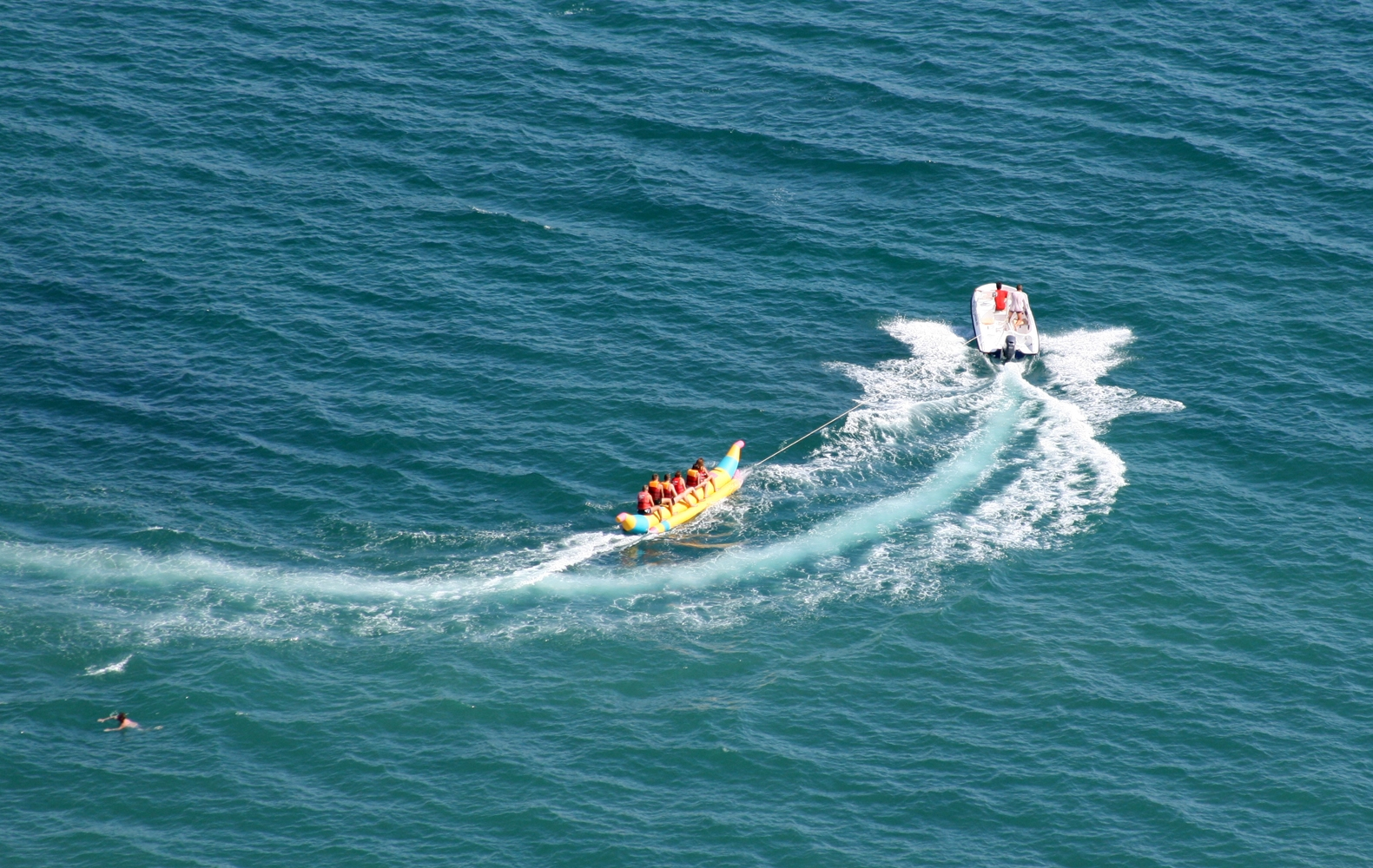
Катание на «банане».

Бана́н — надувное плавсредство, напоминающее формой банан, которое разгоняется катером или гидроциклом и буксируется для развлечения на морских и озёрных курортах.

## Описание аттракциона
Участники аттракциона садятся на большую надувную трубу из плотного ПВХ, которая опирается на две трубы меньшего диаметра, необходимые для поддержания равновесия. При разгоне банана они оказываются гораздо ближе к воде, чем в аналогичных аттракционах. Популярен также как детский отдых. Банан часто включается в комплект яхт. Часто входит в программу отдыха на морских курортах.
Существуют два вида катания на банане: с переворотами и без переворотов.

## Модификации
- Классический «банан» — изготавливается на 3-12 человек, выполнен в форме банана и имеет, как правило, жёлтый цвет;
- «Акула», «Крокодил», «Собака», «Конь», и т. п. — то же, что и классический, но выполненный в форме, соответствующей названию;
- «Банан-Дубль» — сдвоенная конструкция, которая не опрокидывается при катании, подходит даже для маленьких детей и тех, кто боится классического аттракциона;
- «Рафт-Банан» — безопасный и суперкомфортный сдвоенный, на 10-20 катающихся;
- Строенный «банан» на 60 человек — настоящий пляжный «монстр»[1].

## Достоинства как бизнес-идеи
- Узнаваемость. О «Банане» знают все, не нужна сложная реклама — люди сами ищут этот вид развлечений на пляже.
- Стоимость. Доступная стоимость катания в сравнении с другими водными аттракционами позволяет покрывать максимум целевой аудитории.
- Рентабельность. Аттракцион рентабелен даже с низкой загрузкой.
- Организация. Максимально простая организация работы — понадобится только надувной «банан» с насосом, катер или гидроцикл, трос, спасательные жилеты, договор аренды с администрацией пляжа. Для обслуживания хватит 2-х человек.
- Мобильность оборудования позволяет с лёгкостью переместить его на другой пляж.

Как правило, период окупаемости «Банана» составляет от 1 до 4-х недель.